# Frank Haubold
Frank Haubold (n. 23 martie 1906, Union City⁠(d), New Jersey, SUA – d. martie 1985, Ridgefield⁠(d), New Jersey, SUA) a fost un gimnast artistic ce a reprezentat Statele Unite ale Americii, medaliat olimpic. A participat la 3 ediții ale Jocurilor Olimpice (1928, 1932, 1936) în care a câștigat o medalie de argint și o medalie de bronz.